# Jurszany (rejon święciański)
Jurszany (lit. Juršėnai) – wieś na Litwie, w okręgu wileńskim, w rejonie święciańskim, w gminie Święciany.

## Historia
W czasach zaborów zaścianek rządowy w powiecie święciańskim, w guberni wileńskiej Imperium Rosyjskiego. W 1866 roku miał 21 mieszkańców w 3 domach. W 1905 roku liczył 50 mieszkańców.
W dwudziestoleciu międzywojennym wieś leżała w Polsce, w województwie wileńskim, w powiecie święciańskim, w gminie Kołtyniany.
W 1931 w 8 domach zamieszkiwały 42 osoby.
Miejscowość należała do parafii rzymskokatolickiej w Cejkiniach. Podlegała pod Sąd Grodzki w Święcianach i Okręgowy w Wilnie; właściwy urząd pocztowy mieścił się w Cejkiniach.
Od 1945 roku w Litewskiej Socjalistycznej Republice Radzieckiej.
Od 1990 na niepodległej Litwie.